# سیارک ۶۸۹۹
سیارک ۶۸۹۹ (به انگلیسی: 6899 Nancychabot، نامگذاری:1988RP10) شش هزار و هشتصد و نود و نهمین سیارک کشف شده‌است که در ۱۴ سپتامبر ۱۹۸۸ کشف شد.
قدر مطلق سیارک برابر ۲۹.۵ است.